# Mary Vetsera
Marie Alexandrine (Mary) Vetsera, född 19 mars 1871, död 30 januari 1889, var en österrikisk baronessa och älskarinna till kronprins Rudolf av Österrike. 
Kronprinsens och Mary Vetseras gemensamma självmord den 30 januari 1889 kom att kallas Mayerlingdramat.